# Witkindwerghoningeter
De witkindwerghoningeter (Myzomela albigula) is een endemische vogel van de eilandengroep de Louisiaden ten zuidoosten van Nieuw-Guinea.

## Beschrijving
De witkindwerghoningeter is 13 cm lang en nogal saai gekleurd; het verenkleed is grijsbruin en er is weinig verschil tussen mannetje en vrouwtje. Het vrouwtje heeft meer wit op de keel.

## Verspreiding en leefgebied
De witkindwerghoningeter is een vrij onbekende vogelsoort die voorkomt op een aantal kleinere eilanden van de Louisiaden, tussen de Salomonzee in het noorden en de Koraalzee in het zuiden.
De soort telt twee ondersoorten:
- M. a. pallidior: de westelijke en centrale Louisiaden.
- M. a. albigula: Rossel.

## Status
De grootte van de populatie is niet gekwantificeerd maar op het eiland Rossel wordt de soort omschreven als vrij algemeen. Omdat er verder weinig bekend is over deze vogelsoort is op de Rode lijst van de IUCN de status onzeker.